# Palácové náměstí v Petrohradu
Palácové náměstí (rusky Дворцовая площадь, Dvorcovaja ploščaď) je jedno z hlavních náměstí ruského Petrohradu. Na náměstí se vždy 9. května konají vojenské přehlídky ke dni vítězství ve Velké vlastenecké válce.

## Popis a poloha

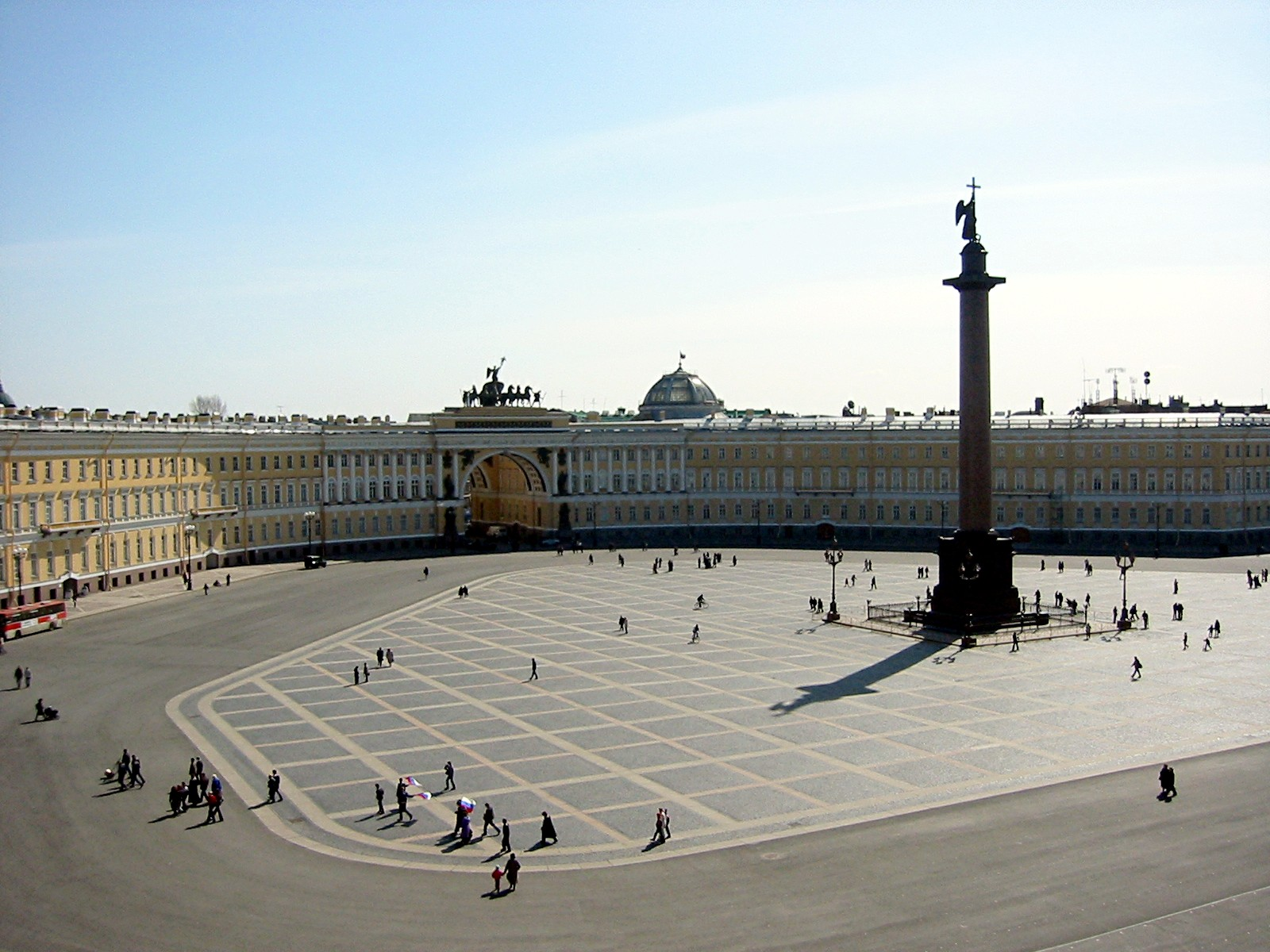
Pohled na Palácové náměstí a Alexandrův sloup z oken Zimního paláce (v pozadí: Palác generálního štábu)

Náměstí se nachází na severním konci Něvského prospektu nedaleko Palácového mostu, vedoucí na Vasiljevský ostrov. Náměstí bylo dějištěm několika významných historických událostí, které měly dopad na světové dějiny, zejména Krvavá neděle v roce 1905 a Říjnová revoluce v roce 1917.
Nejstarší z budov rámujících náměstí je carský Zimní palác, barokní památka postavená v letech 1754-1762, která dala náměstí jméno. Přestože ostatní budovy ohraničující náměstí byly vystavěny v klasicistním slohu, dohromady tvoří harmonický celek.
Jižní strana náměstí, která směřuje k Zimnímu paláci, má tvar oblouku a byla navržena architektem Georgem Friedrichem Veldtenem. Jeho plán však byl realizován až o půl století později, kdy se car Alexandr I. rozhodl vytvořit pomník ruského vítězství nad Napoleonem. Požádal tedy architekta Carla Rossiho, aby postavil budovu v empírovém stylu s křídlem pro personál. Štábní palác byl postaven v letech 1819-1821 a v jeho středu je dvojitý vítězný oblouk převýšený římskou kvadrigou.
Střed náměstí zaujímá Alexandrův sloup (1830-1834) od francouzského architekta Augusta de Montferrand, postavený na památku vítězství Alexandrových vojsk nad Napoleonem. Na vrcholu 27 metrů vysokého sloupu z červené žuly je umístěn vítězný anděl, který sloup zvyšuje na 47 metrů. Při jeho slavnostním odhalení za přítomnosti csara Mikuláše I. a korunního prince Viléma Pruského se konala přehlídka 120 000 mužů ve zbrani. Slavnost zakončily salvy z 248 děl v trvání 65 minut.
Na východ od náměstí stojí budova postavená pod vedením architekta Alexandra Brjullova, v níž sídlí štáb carské gardy (1837-1844). Západní strana směřuje k náměstí Admirality.

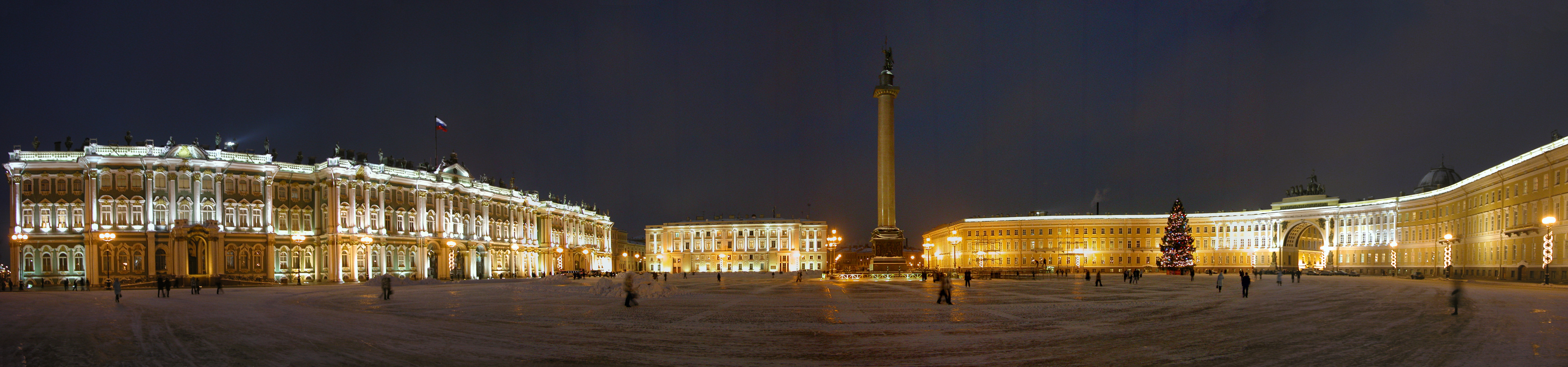
Noční panorama Palácového náměstí